# NJNニュース
『NJNニュース（NJN News）』は、アメリカ合衆国ニュージャージー州の公共テレビ・ラジオ局ネットワークであるニュージャージー・ネットワーク（NJN）によって、毎日30分間放送していたテレビニュース番組で、月曜日から金曜日まではWNETでニューヨーク市でも放映された。時々、特別な番組編成によって休日に横取りされた。
当番組は1978年にWNETと共同制作した『ニュージャージー・ナイトリーニュース（New Jersey Nightly News）』として始まったが、WNETでも独自のニュース番組を放送し続けた。1981年、NJNは放送の完全な管理を引き継いだ。『NJNニュース』は、2011年6月30日に最終回を放送し、NJNが閉局後、現在はNJ PBSとして知られているNJTVに置き換えられた。
出演者には、元プレゼンターのケント・マナハン、ニュースキャスターのジム・フッカー、環境リポーターのエド・ロジャース、科学リポーターのパトリック・リーガン、医療リポーターのサラ・リー・ケスラー、一般リポーターのマリー・デノイア・アロンソン、ケント・セント・ジョンなどがいた。